# Janina Kurkowska-Spychajowa
Janina Kurkowska-Spychajowa (8 de febrero de 1901-6 de junio de 1979) fue una deportista polaca que compitió en tiro con arco, en la modalidad de arco recurvo. Ganó diecinueve medallas en el Campeonato Mundial de Tiro con Arco al Aire Libre entre los años 1931 y 1955.

## Palmarés internacional
| Campeonato Mundial al Aire Libre | Campeonato Mundial al Aire Libre | Campeonato Mundial al Aire Libre | Campeonato Mundial al Aire Libre |
| Año                              | Lugar                            | Medalla                          | Prueba                           |
| -------------------------------- | -------------------------------- | -------------------------------- | -------------------------------- |
| 1931                             | Lwów (Polonia)                   | Medalla de plata                 | Individual mixto                 |
| 1931                             | Lwów (Polonia)                   | Medalla de bronce                | Equipo mixto                     |
| 1932                             | Varsovia (Polonia)               | Medalla de plata                 | Equipo mixto                     |
| 1932                             | Varsovia (Polonia)               | Medalla de bronce                | Individual mixto                 |
| 1933                             | Londres (Reino Unido)            | Medalla de oro                   | Individual                       |
| 1933                             | Londres (Reino Unido)            | Medalla de oro                   | Equipo                           |
| 1934                             | Båstad (Suecia)                  | Medalla de oro                   | Individual                       |
| 1934                             | Båstad (Suecia)                  | Medalla de oro                   | Equipo                           |
| 1935                             | Bruselas (Bélgica)               | Medalla de bronce                | Individual                       |
| 1935                             | Bruselas (Bélgica)               | Medalla de bronce                | Equipo                           |
| 1936                             | Praga (Checoslovaquia)           | Medalla de oro                   | Individual                       |
| 1936                             | Praga (Checoslovaquia)           | Medalla de oro                   | Equipo                           |
| 1937                             | París (Francia)                  | Medalla de plata                 | Equipo                           |
| 1938                             | Londres (Reino Unido)            | Medalla de oro                   | Equipo                           |
| 1938                             | Londres (Reino Unido)            | Medalla de bronce                | Individual                       |
| 1939                             | Oslo (Noruega)                   | Medalla de oro                   | Individual                       |
| 1939                             | Oslo (Noruega)                   | Medalla de oro                   | Equipo                           |
| 1947                             | Praga (Checoslovaquia)           | Medalla de oro                   | Individual                       |
| 1955                             | Helsinki (Finlandia)             | Medalla de bronce                | Equipo                           |